# Szaraszka
Szaraszka, szaraga (ros. шарашка) – w żargonie więźniów radziecki instytut naukowy lub biuro konstrukcyjne zatrudniające więźniów w tym naukowców, kadrę techniczną. Oficjalna ich nazwa – OKB (ОКБ) jest transliteracją rosyjskiego skrótu nazwy опытное конструкторское бюро (biuro doświadczalno-konstruktorskie/konstrukcyjne).
W czasach Związku Radzieckiego, biura były tajnymi, na prawach zakładów karnych, instytucjami badawczo-rozwojowymi pracującymi nad projektowaniem i tworzeniem zaawansowanej techniki i rozwijania technologii, zazwyczaj dla zastosowań wojskowych. W większości dysponowały obiektami i zasobami niezbędnymi do budowy prototypów. Projekty były następnie kierowane do fabryk do masowej produkcji. Personel, głównie inżynierowie, technicy i naukowcy, nosił status więźniów, choć były wyjątki. Biura oficjalnie identyfikowano przez nadany im numer, np. OKB-172, niejednokrotnie, półoficjalnie przez nazwisko głównego konstruktora, na przykład, OKB-51 które prowadził Pawieł Suchoj, było też znane jako OKB Suchoj. Szereg z nich zachowało te nazwy nawet po śmierci lub zmianie konstruktora. Ważną szaraszką była tzw. Tupolewska szaraga, czyli Centralne Biuro Konstrukcyjne 29, w którym pracowali Andriej Tupolew, Siergiej Korolow, Lew Termen i wielu innych.
OKB, szaragi przyczyniły się do rozwoju wysokiej techniki, dokonywały postępu technicznego, prowadziły badania przemysłowe.
W Polsce problematyka szaraszek znana jest głównie z powieści Krąg pierwszy Aleksandra Sołżenicyna, który pracował jako matematyk w szaraszkach w Rybińsku, Zagorsku i Marfino.

## Historia
OKB zaczęły powstawać od 1928.
- Od 1930 były zarządzane przez Oddział Techniczny (Техническое отделение) Zarządu Ekonomicznego OGPU[4],
- od 29 września 1938 – Oddział Specjalnych Biur Konstruktorskich (Отдел особых конструкторских бюро) NKWD,
- od 21 października 1938 – IV Oddział Specjalny (4 с/о) NKWD,
- od 9 stycznia 1939 – Specjalne Biuro Techniczne (Особое техническое бюро) NKWD,
- od 31 lipca 1941 – IV Oddział Specjalny (4 с/о) NKWD-MWD,
- w dniu 30 marca 1953 – IV Oddział Specjalny (4 с/о) MWD został rozwiązany.

Po okresie władzy Józefa Stalina zniesiony został status „naukowych więzień”, OKB stały się instytucjami wolnych ludzi.
Po upadku Związku Radzieckiego, wiele OKB przekształcono w zjednoczenia naukowo-produkcyjne (Научно-производственное объединение), w skrócie NPO. Było kilka prób połączenia ich w 1990 r., w latach 2001–2006 i później też były fuzje tworzące „narodowych czempionów”, takich jak np. Ałmaz-Antiej.